# Polly Adler
Pearl "Polly" Adler (16 de abril de 1900-9 de junio de 1962) fue una madam y autora estadounidense, más conocida por su obra Una casa no es un hogar, que sería llevada al cine póstumamente en la película homónima. En 2021, la historiadora ganadora del Premio Pulitzer Debby Applegate publicó un relato completo de la vida y la época de Adler titulado Madam: The Biography of Polly Adler, Icon of the Jazz Age con Doubleday.

## Primeros años
De origen judío ruso, Pearl Adler era la mayor de los nueve hijos de Gertrude Koval y su esposo Morris Adler, un sastre que viajaba por toda Europa debido a sus negocios. Al igual que sus hermanos y demás niños, su primera educación la recibió del rabino de la aldea.
La familia vivía en Yanow, una ciudad de la Rusia imperial, (más tarde en el oeste de Bielorrusia), cerca de la frontera con Polonia, cuando, ante el aumento del número de pogromos, sus padres la enviaron, a los 13 años, a acompañar a una prima a América. A mitad del viaje, su prima decidió regresar en cuanto tuviera ocasión y acabó dejando sola a Adler.
La Primera Guerra Mundial retrasó la emigración del resto de su familia a Estados Unidos hasta después del final de la guerra. Las dificultades provocadas por el conflicto también le impidieron recibir la asignación mensual que le enviaba su padre. Vivió durante un tiempo con amigos de la familia en Springfield, Massachusetts, donde limpiaba la casa y asistía a la escuela y, a los 14 años, comenzó a trabajar en la fábrica de papel local; al año siguiente se mudó a Brooklyn y vivió con unos primos. Adler trabajó como costurera y en fábricas de ropa y asistía esporádicamente a la escuela. A la edad de 17 años, mientras trabajaba en una fábrica de corsés por 5 dólares a la semana, fue violada por su capataz y quedó embarazada. Encontró un médico que cobraba 150 dólares por realizar abortos. El doctor se apiadó y cuando ella le dijo que sólo tenía 35 dólares, él aceptó 25 y le dijo "Tome el resto y compre unos zapatos y medias". Excluida por sus primos, se mudó a Manhattan y continuó trabajando en una fábrica.
A los 19 años, comenzó a disfrutar de la compañía de gente del teatro en Manhattan cuando se convirtió en compañera de apartamento de una actriz y corista en Riverside Drive. La calle se conocía en la jerga yiddish de la ciudad como "Allrightnik's Row", lo que sugiere que sus residentes lo habían "logrado". Sus nuevos amigos estaban involucrados en el vodevil, las revistas de Broadway, Tin Pan Alley, el burlesque y la parte más vulnerable aún más sórdida del mundo del espectáculo. Le pusieron a Pearl el sobrenombre de "Polly".
En ese mismo apartamento, en 1920, conoció a Nicolás Montana, cuyo negocio era conseguir mujeres para trabajar en burdeles. Montana instaló a Adler en un apartamento amueblado de dos habitaciones frente a la Universidad de Columbia, donde Polly pronto comenzó a conseguir prostitutas para Montana y sus amigos, ganando 100 dólares a la semana para sus chanchullos. Una noche, Adler fue arrestada y acusada de proxenetismo, pero el caso fue desestimado por falta de pruebas. Después de un breve intento de dirigir una tienda de lencería, volvió a su puesto anterior en la industria del sexo, decidida a triunfar en ella. Esta vez, se propuso hacerse amiga de la policía, deslizando un billete de 100 dólares en la palma de un policía cada vez que le estrechaba la mano.

## Dueña de burdel
A medida que el negocio de Adler crecía, ella invirtió en una serie de mejoras, mudándose a alojamientos más grandiosos y actualizando los interiores cuando era necesario.
Un edificio en el que ejerció su oficio fue The Majestic, en 215 West 75th Street, diseñado por los arquitectos Schwartz y Gross y terminado en 1931. Su apartamento incluía un bar diseñado para parecerse a la tumba de Tutankamón recientemente excavada, una sala china donde los visitantes podían jugar al mahjong, así como un tapiz de los gobelinos, escaleras ocultas y puertas secretas.
Los clientes de su burdel incluían a Peter Arno, Harold Ross, Desi Arnaz, George S. Kaufman, que tenía una cuenta y pagaba por los servicios prestados al final de cada mes, Robert Benchley, Donald Ogden Stewart, era visitado por Dorothy Parker, quien charlaba con Adler mientras sus amigos varones participaban de los servicios, Milton Berle, John Garfield, el alcalde de la ciudad de Nueva York Jimmy Walker, el columnista de chismes y cotilleo Walter Winchell y el mafioso Dutch Schultz.
Se ha especulado que el juez de la Corte Suprema del Estado de Nueva York, Joseph Force Crater, quien desapareció el 6 de agosto de 1930, murió en el burdel de Adler.
Adler era una mujer de negocios astuta y con mentalidad para la promoción. Decidió que ganar publicidad sería ventajoso para ella y cultivó la cobertura periodística vistiendo de manera extravagante, haciendo grandes apariciones en clubes nocturnos y llamando la atención sobre sus bellas empleadas. También hizo grandes sobornos a funcionarios municipales y encargados de hacer cumplir la ley para mantener abierto su negocio y libre de redadas. Los burdeles de lujo de Adler se distinguían por la bebida de los mejores contrabandistas, la comida de sus propios cocineros privados, la buena higiene y las chicas bien seleccionadas, en su mayoría de clase trabajadora. Se informó que durante los primeros días de la Gran Depresión, Adler pudo rechazar hasta 40 mujeres jóvenes por cada una que contrató.
A principios de los años 1930, Adler fue una testigo estrella de las investigaciones de la Comisión Seabury y pasó unos meses escondida en Florida para evitar testificar. Se negó a revelar ningún nombre de la Mafia cuando la detuvo la policía.
Adler se jubiló en 1945, luego asistió a la escuela secundaria y obtuvo un título asociado en Los Angeles City College. En 1953, publicó unas memorias superventas, escritas por Virginia Faulkner. Una casa no es un hogar fue publicado por Rinehart and Co. y vendió dos millones de ejemplares tanto en tapa dura como en rústica. Su notoriedad la llevó a ser incluida en el Celebrity Register de 1959 de Cleveland Amory. Murió de cáncer de pulmón en Los Ángeles en 1962. Una casa no es un hogar se llevó al cine dos años después, protagonizada por Shelley Winters como Adler.

## Ensayos
"El mundo conocía a Polly como una madam, pero sus amigos la conocían como una mujer inteligente, divertida y buena cocinera."

Milton Berle.

### Primavera de 1935
Durante la época de Fiorello La Guardia como alcalde, Polly Adler y tres de sus pupilas fueron llevadas ante los tribunales. Se declaró culpable y posteriormente fue sentenciada a 30 días de cárcel (de los cuales cumplió 24, fregando los pisos de la cárcel en mayo y junio de 1935) y pagó una multa adicional de 500 dólares.
"Ayer, Polly Adler se declaró culpable en Sesiones Especiales por el cargo de posesión de una 'máquina cinematográfica con imágenes objetables' en su apartamento de East Fifty-5th Street cuando fue allanado por la policía el pasado 5 de marzo".
"Otra inesperada declaración de culpabilidad por mantener un apartamento objetable en 30 East Fifty-Fifth Street bloqueó ayer en Sesiones Especiales el juicio de Polly Adler por eso y otro cargo de que ella tenía una 'película cinematográfica obscena' en la suite en marzo pasado cuando fue allanada." 

### Enero de 1943
"Polly Adler se encuentra en la sala penitenciaria del Hospital Bellevue, como se supo ayer, esperando por decimoséptima vez una audiencia por mantener una casa de prostitución".«Polly Adler Seized Again; III in Bellevue Hospital Awaiting Hearing for 17th Time». The New York Times. 16 de enero de 1943. p. 28.
"El cargo de custodiar y mantener una casa de prostitución contra Pearl Davis, más conocida como Polly Adler, fue desestimado ayer por el magistrado Thomas H. Cullen en el Tribunal de Mujeres después de que el tribunal dictaminara que la policía no había logrado establecer un caso". —«Polly Adler Is Freed; Court Holds Police Failed to Establish a Case». The New York Times. 27 de enero de 1943. p. 23.

## Representaciones cinematográficas y televisivas
Shelley Winters interpretó a Adler en la versión cinematográfica de 1964 del libro de Adler. La película para televisión de Perry Mason de 1989, Musical Murder, giraba en torno a un falso musical basado en Adler. Fue interpretada por la actriz Gisèle Rousseau en la película de 1994 La señora Parker y el círculo vicioso.
El episodio "Bulletin Board" de la serie de televisión M*A*S*H presenta una fiesta/pícnic llamada "Primer picnic anual con parrillada y barbacoa para el cumpleaños de Polly Adler", y todas las ganancias se destinarán al orfanato de la hermana Teresa. La escena del pícnic culmina con un juego de tira y afloja entre los oficiales y los soldados. En el episodio "Adiós, mundo cruel", el coronel Potter pregunta: "¿Por qué la oficina del secretario de mi empresa se parece al salón de Polly Adler?" después de que el cabo Klinger la haya redecorado un poco con artículos enviados desde casa.

## Muerte
Adler murió de cáncer a los 62 años en el Centro Médico Cedars-Sinaí en Los Ángeles, California. Está enterrada en la sección Maimónides del Mt. Sinai Memorial Park en Los Ángeles.
La sobrevivieron su madre y 6 hermanos, además de los rumores de una secuela inacabada de su libro.

## Autobiografía

### Ediciones
- Polly Adler (1953). A house is not a home. New York, Toronto: Rinehart & Co. Inc.
- Polly Adler; Rachel Rubin (2006). A House Is Not a Home. Univ. of Massachusetts Press. ISBN 978-1-55849-559-3.

### Traducciones
- Polly Adler (1964). Case chiuse. Marisa Bulgheroni, traductora. Milán: A. Mondadori.
- Polly Adler: Madam P. und ihre Mädchen, Lichtenberg Verlag, Múnich, 1965.

## Otras lecturas
- Applegate, Debby (2021). Madam: The Biography of Polly Adler, Icon of the Jazz Age (Hardback). New York: Knopf Doubleday. ISBN 978-0385534758.

- Datos: Q542337
- Citas célebres: Polly Adler